# Kachakn
Kachakn – wieś w Armenii, w prowincji Gegharkunik. W 2011 roku liczyła 375 mieszkańców.